# Ieremia Tabai
Ieremia Tienang Tabai (orthographe modernisée Tabwai) est un homme politique gilbertin né le 16 décembre 1949 à Nonouti. Il a été le premier président de la république des Kiribati du 12 juillet 1979 au 3 juillet 1991 avec une courte interruption du 10 décembre 1982 au 18 février 1983 où Rota Onorio, président du conseil d'État a exercé l'intérim.
Lors de sa première élection, c'est le plus jeune chef d'État du Commonwealth, à seulement 29 ans. Il est membre du National Progressive Party, jusqu'en 1991.
Depuis août 2007, il est à nouveau député de Nonouti à la Maneaba ni Maungatabu, réélu en 2011.

## Biographie
Il est né à Nonouti en 1949 et se rend en Nouvelle-Zélande pour y suivre ses études (St Andrew's College à Christchurch, puis à l’université Victoria de Wellington). Il est ensuite retourné à Kiribati et a travaillé comme comptable. Il a été élu à la Chambre d'assemblée des îles Gilbert, représentant Nonouti, en 1974.
En 1976, les îles Gilbert ont reçu un gouvernement autonome limité et Tabai a exercé les fonctions de chef de l’opposition dans un système moins dominé par les partis politiques formels que par des coalitions lâches de membres partageant les mêmes idées. Dans cette position, il a régulièrement critiqué les tendances centralisatrices présumées du gouvernement de la Première ministre Naboua Ratieta , exprimant un dégoût particulier pour les projets de Ratieta de créer un département de la défense onéreux et pour l’occidentalisation qu’il apportait à Kiribati. Il s'est battu en faveur de la culture kiribatien traditionnelle , a aidé à faire connaître les plaintes des producteurs de coprah du village et a critiqué ce qu'il considérait comme une somme disproportionnée de dépenses publiques pour Tarawa.sur les autres îles.
Tabai est devenu ministre principal en 1978.
Il a démontré son talent pour la négociation lorsqu'il a dirigé son gouvernement dans des discussions avec le Royaume-Uni sur un règlement financier concernant les demandes d'indemnisation des Banabans pour la perte de leur patrie ancestrale, Banaba (Ocean Island), qui avait été dévastée par l' exploitation du phosphate, et leurs demandes de le rendre indépendant de Kiribati. En 1979, Tabai a été fait compagnon de l'ordre de St Michel et St George (CMG) par la reine Elizabeth II et est devenu Beretitenti.de la république de Kiribati lors de l’indépendance le 12 juillet 1979. Il a exercé les fonctions de Beretitenti de 1979 à 1991, avec une brève interruption de 1982 à 1983, jusqu’à épuisement des conditions permises par la loi. En 1982, il a reçu le titre de chevalier d'honneur de la reine-chevalier, grand-croix de l'ordre de Saint-Michel et Saint-Georges (GCMG).
Tabai était membre du Parti national progressiste. En tant que Beretitenti, il a manifesté une forte aversion pour la dépendance vis-à-vis de l'aide, affirmant qu'à un moment donné, la population était "mieux pauvre, mais libre". Sous son administration, il a signé un accord sur le thon avec les autorités de pêche de l'Union soviétique. Les soviétiques ont choisi de ne pas renouveler l’accord, affirmant que les prises qu’ils avaient rassemblées ne valaient pas les droits de licence exigés par Tabai. Sous son administration, le gouvernement a également placé ses revenus tirés de l'extraction du phosphate dans un fonds en fiducie. Les intérêts du fonds ont été utilisés pour financer des projets de développement.
Après sa retraite de la vie politique, Tabai a été secrétaire général du Forum des îles du Pacifique de 1992 à 1998.
En mai 1996, il fut nommé officier honoraire de l' ordre de l'Australie "pour ses services dans les relations entre les pays de l'Australie et du Pacifique, notamment en tant que secrétaire général du Forum du Pacifique Sud".
En 1999, il a été condamné à une amende pour avoir tenté de créer une station de radio indépendante à Kiribati, qu'il a qualifiée de "censure". En 2000, il a fondé un journal, le Kiribati New Star.
Tabai est revenu à la politique et a été réélu au parlement de Kiribati, représentant à nouveau Nonouti, en 2007 . Il a conservé son siège aux élections de 2011 et 2015-2016. Il est aligné avec le parti Boutokaan Te Koaua (piliers de la vérité).
L'opposition (dont il est membre) ayant été privée par la majorité parlementaire de candidate à l'élection présidentielle de 2024, il se joint à l'appel à boycotter le scrutin, arguant qu'un boycott est le seul moyen de montrer que le président Taneti Maamau, dont la réélection ne fait aucun doute en l'absence d'opposition, n'a pas le soutien d'une large part de la population.
Il est également secrétaire du Pacific Magazine.